# Jadranski jeseter
Jadranski ali toponosi jeseter (znanstveno ime Acipenser naccarii) je riba iz družine jesetrov, ki je razširjen v rekah Albanije, Hrvaške, Grčije, Italije, Črne gore in Slovenije.
Jadranski jeseter je podolgovata riba z vretenastim telesom, ki je prekrito s petimi vrstami koščenih plošč. Po zgornji strani telesa je rjavo-črne do rjavo-zelene barve, boki so svetlejših odtenkov, trebuh pa je bel. Nos je širok in top, po čemer je dobil drugo ime, usta pa so podstojna in brezzoba. Na spodnji strani glave ima posebne izrastke v obliki brkov, ki mu služijo za iskanje hrane. Zunanji brki so daljši od notranjih. Glava je pokrita s koščenimi ploščami. Jadranski jeseter doseže starost do 80 let. Samci spolno dozorijo med šestim in osmim letom starosti, samice pa med osmim in dvanajstim letom. Do drugega leta mladice hitro rastejo, nato pa se rast upočasni. Dolžino 100 cm dosežejo pri starosti 10 let.
Jadranski jeseter je močno ogrožen zaradi krčenja njegovega naravnega okolja, izlova ter onesnaženja. V Sloveniji je uvrščen na rdeči seznam ogroženih vrst. Je endemit jadranskega porečja, ki lahko zraste do 200 cm v dolžino, najtežji zabeleženi primerek pa je tehtal 25 kg. Živi v ustjih večjih rek na globinah od 10 do 40 metrov. Živi na peščenem in blatnem dnu, kjer se hrani z raznimi talnimi nevretenčarji in ribami. Drsti se med majem in julijem.
Jadranski jeseter je riba, ki se jo lovi zaradi njenega mesa, iz njgovih iker pa se ne izdeluje kaviar, kot je to v navadi pri nekaterih drugih vrstah jesetrov.